# حمض الفينوليك

التركيب الكيميائي لحمض 5-ميثوكسي الساليسيليك

أحماض الفينول أو «أحماض فينول كاربوكسيل» هي نوع من مركبات الأحماض العطرية. وتشمل هذه الفئة على حلقة فينول وحمض كربوكسيلي عضوي (هيكلC6-C1 )
ثمة فئات عديدة لأحماض الفينول، منها:
- أحماض هايدروكسي بنزويك الأحادية: حمض الساليسيليك، أحماض هايدروكسي بنزويك الثلاثية، أحماض هايدروكسي بنزويك الرباعية
  - تشمل بعض إسترات هذه المجموعة البارابين، ميثيل بارابين، بروبيل بارابين
- أحماض ديهايدروكسي بنزويك: وتشمل فانيلين، حمض الفانيليك، حمض جينتيسيك، حمض بروتوكانيكويك
- أحماض هايدروكسي بنزويك الثلاثية: وتشمل، حمض الغاليك، حمض إيلاغيك، حمض سيرينغيك، حمض كاربوكسيل فلوروغلوسينول

## وجوده
يمكن العثور على أحماض الفينوليك في العديد من الأنواع النباتية. ويكون وجودها في بعض أنواع الفواكه المجففة عالياً.
تعتبر الفينولات الطبيعية الموجودة في حبوب «غرام الحصان» مكونة من أحماض الفينوليك في معظمها. وتحديداً أحماض ديهايدروكسي بنزويل الثلاثية والرباعية. وهيدروكسي بنزويك الرباعية وحمض الكافييك وحمض الفانيليك وغيرها.
توجد الأحماض الفينوليك في دعاميات الفطر. وهي أيضاً جزء من حمض الهيوميك، المكون الأساسي من مكونات دبال التربة.
توجد العديد من أحماض الفينوليك في البول.